# Eurytemora herdmani
Eurytemora herdmani is een eenoogkreeftjessoort uit de familie van de Temoridae. De wetenschappelijke naam van de soort is voor het eerst geldig gepubliceerd in 1898 door Thompson I.C. & Scott A., In Thompson, Scott & Herdman.